# Janvier 1924

## Événements
- 1er janvier[1] : la ligne ferroviaire Kayes-Niger est raccordée à Dakar.
- 9 janvier[2] Une tempête aux allures raz de marée balaie tout le littoral Atlantique. Des dizaines de morts, plusieurs bateaux coulés.

- 12 janvier[3] :  victoire du Wafd aux premières élections législatives en Égypte. Il remporte 195 des 214 sièges à pourvoir. Saad Zaghloul devient Premier ministre.

- 14 janvier - 9 avril : première réunion du comité Dawes pour les dettes allemandes.  Réduction des dommages de guerre dus par l’Allemagne.

- 16 janvier  : essais à Issy-les-Moulineaux de l'hélicoptère du Marquis Pateras-Pescara de Castelluccio, un Argentin, pour le compte du STAé français : il vole sur une distance de 1 160 m en ligne droite, le kilomètre est franchi.

- 18 janvier : encyclique Maximam gravissimamque : le pape accepte le compromis sur le statut juridique de l’Église de France.

- 21 janvier : mort de Lénine à Gorki.
  - Deux tendances s’opposent : Léon Trotski recommande la révolution permanente à l’extérieur et l’industrialisation rapide à l’intérieur. Staline préconise une croissance économique graduelle et la reconnaissance de la stabilisation temporaire du capitalisme.
- 21 janvier : Georges Quilliard, homme politique et sénateur de la troisième république.

- 22 janvier : ministère travailliste minoritaire de James Ramsay MacDonald, Premier ministre du Royaume-Uni, avec le soutien sans participation des libéraux (fin le 4 novembre). Il est le premier gouvernement à compter une femme, Margaret Bondfield.

- 25 janvier : alliance franco-tchécoslovaque[4].

- 25 janvier - 5 février : Iers Jeux olympiques d'hiver à Chamonix

- 28 janvier : Renault lance une expédition automobile à travers le Sahara de Colomb-Béchar à Bourem.

- 30 janvier : fusion du Guomindang et du parti communiste chinois.

- 31 janvier : la nouvelle Constitution de l’URSS est ratifiée. Elle consacre, du point de vue formel, l’union de Républiques égales en droit et souveraines. Le gouvernement central garde le contrôle des affaires étrangères, de la défense et de la planification économique.

- 31 janvier - 2 février : le congrès socialiste de Marseille accepte le Cartel des gauches.

## Naissances
- 1er janvier : Charlie Munger, homme d'affaires américain († 28 novembre 2023).
- 2 janvier : Roberto Sambonet, designer, architecte et peintre italien († 28 novembre 1995).
- 3 janvier :
  - Doug Ellis, entrepreneur britannique († 11 octobre 2018).
  - André Franquin, dessinateur belge († 5 janvier 1997).
- 4 janvier:
  - Kadri Roshi, acteur albanais († 6 février 2007).
  - Charles Thone, homme politique américain († 7 mars 2018).
- 5 janvier : Vera Molnár, artiste française († 7 décembre 2023).
- 6 janvier :
  - Kim Dae-jung, homme d'État sud-coréen , président de la Corée du Sud de 1998 à 2003 († 18 août 2009).
  - André Rives, joueur et entraîneur de rugby à XIII français († 11 mars 2017).
  - Earl Scruggs, banjoïste américain († 28 mars 2012).
  - Josep Serratusell, footballeur espagnol († 5 décembre 1989).
- 7 janvier : Geoffrey Bayldon, acteur anglais († 10 mai 2017).
- 8 janvier :
  - Benjamin Lees, compositeur américain († 31 mai 2010).
  - Ron Moody, acteur britannique († 11 juin 2015).
  - Robert Starer, compositeur et pianiste américain d'origine autrichienne († 22 avril 2001).
- 9 janvier : Walkiria Terradura, résistante italienne († 5 juillet 2023).
- 10 janvier :
  - Eduardo Chillida, sculpteur espagnol († 19 août 2002).
  - Pierre Plateau, évêque catholique français, archevêque émérite de Bourges († 18 avril 2018).
  - Max Roach, batteur de jazz américain († 16 août 2007).
- 11 janvier : Roger Guillemin, médecin endocrinologue franco-américain († 21 février 2024).
- 12 janvier : Olivier Gendebien, coureur automobile belge († 2 octobre 1998).
- 13 janvier :
  - Roland Petit, chorégraphe et danseur français († 10 juillet 2011).
  - Léon Soulier, évêque catholique français, évêque émérite de Limoges († 25 décembre 2016).
- 14 janvier : Guy Williams, acteur italo-américain († 30 avril 1989).
- 15 janvier : Hubert Coudane, professeur d'université, résistant et syndicaliste français († 4 décembre 2015).
- 21 janvier : Benny Hill, acteur et chanteur comique britannique († 20 avril 1992).
- 22 janvier :
  - Ján Chryzostom Korec, cardinal slovaque, archevêque émérite de Nitra († 24 avril 2015).
  - Jay Jay Johnson, tromboniste de jazz américain († 4 février 2001).
- 24 janvier : Joe Albany, pianiste de jazz américain († 12 janvier 1988).
- 26 janvier : Armand Gatti, homme de théâtre français († 6 avril 2017).
- 29 janvier : Luigi Nono, compositeur italien († 8 mai 1990).

## Décès
- 12 janvier : Alexis Lapointe, athlète canadien (° 1860).
- 19 janvier : Emil Adam, peintre allemand (° 20 mai 1843).
- 21 janvier : Vladimir Ilitch Lénine (Vladimir Ilitch Oulianov, dit), homme d'État et théoricien socialiste et communiste, soviétique (°1870).
- 23 janvier : James Wilson Morrice, artiste peintre.